# Max Caster
Max Caster (Long Island, 31 de julho de 1989) é um lutador e rapper profissional americano, atualmente contratado pela All Elite Wrestling (AEW), onde junto de Anthony Bowens formam a The Acclaimed. Eles são ex-Campeões Mundiais de Duplas da AEW.
Começou sua carreira no wrestling em 2015 e assinou com a AEW em novembro de 2020, iniciando uma equipe com Bowens chamada The Acclaimed. Caster é conhecido por sua personalidade inspirada no hip hop, muitas vezes fazendo rap para insultar seus oponentes durante sua entrada. Ele lançou seu álbum de estreia, Critically Acclaimed, Vol.1, em maio de 2021, sob o nome de Platinum Max.

## Carreira no wrestling profissional

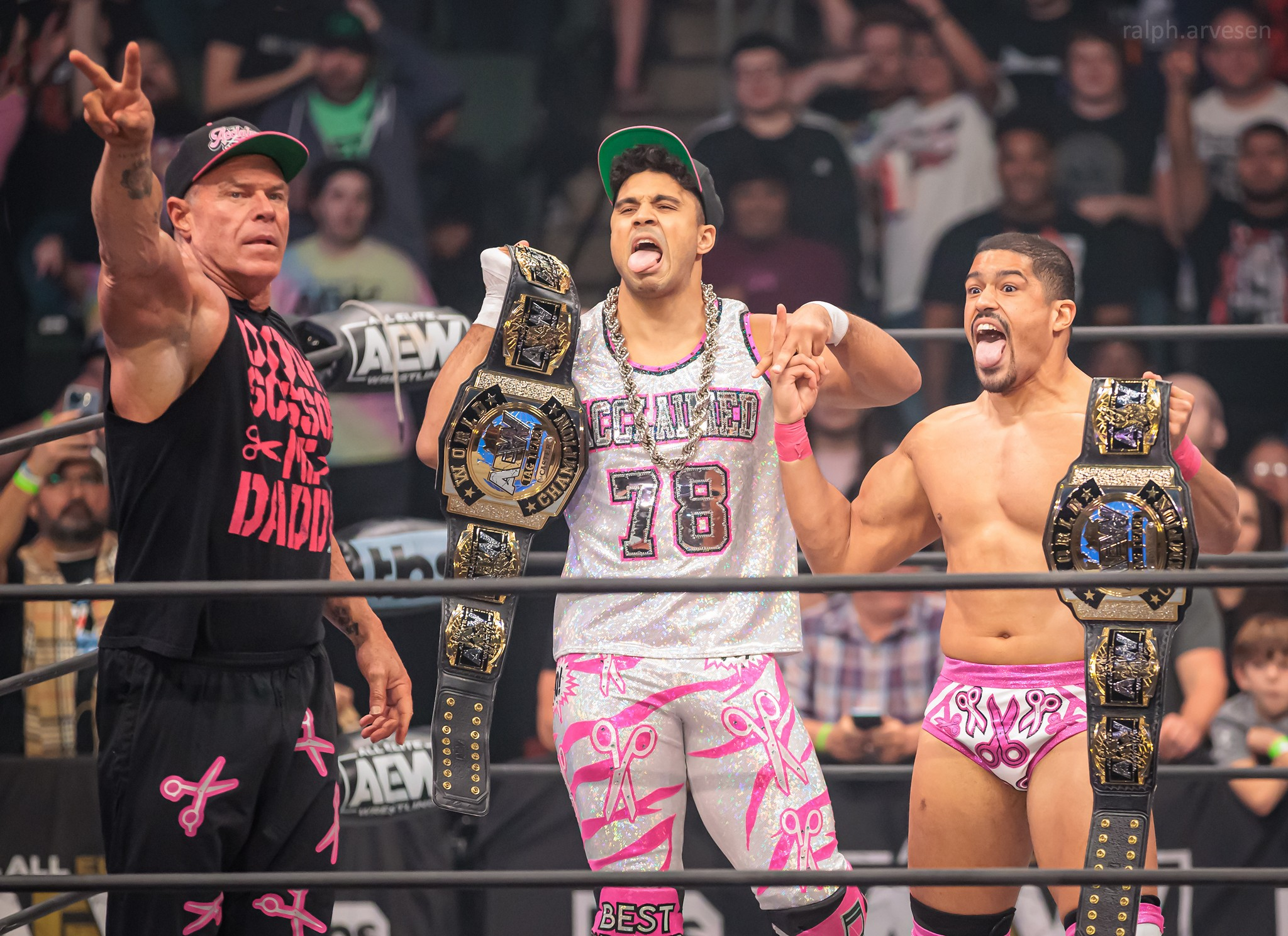
Anthony Bowens, Max Caster e Billy Gunn

### Início da carreira (2015–2020)
Caster treinou com Curt Hawkins e Pat Buck na Create A Pro Wrestling Academy e fez sua estreia para a promoção da escola em fevereiro de 2015, tornando-se mais tarde o Campeão da CAP inaugural em dezembro daquele ano. Ele lutou no circuito independente para uma série de promoções, incluindo Combat Zone Wrestling. Ele também fez uma aparição na WWE como uma das irmãs de Bobby Lashley (kayfabe) no episódio de 22 de maio de 2018 do WWE Raw.

### All Elite Wrestling (2020–presente)
Caster fez sua primeira aparição pela All Elite Wrestling (AEW) no episódio do AEW Dark de 23 de junho de 2020, juntando-se a Luther e Serpentico em uma derrota contra a Jurassic Express (Jungle Boy, Luchasaurus e Marko Stunt). Ele voltou com seu novo parceiro de duplas Anthony Bowens no episódio de 27 de outubro do Dark, mas foram derrotados pelos Best Friends (Chuck Taylor e Trent). Em novembro de 2020, o presidente da AEW, Tony Khan anunciou que Caster, ao lado de Bowens, havia assinado um contrato de cinco anos com a promoção. O anúncio também afirmava que Bowens e Caster competiriam como uma dupla chamada The Acclaimed.
Caster e Bowens fizeram sua primeira aparição no episódio de 16 de dezembro do Dynamite, derrotando a SoCal Uncensored. Na semana seguinte, Caster e Bowens desafiaram sem sucesso os The Young Bucks (Matt Jackson e Nick Jackson) pelo AEW World Tag Team Championship.
No episódio de 3 de março de 2021 do Dynamite, Caster derrotou 10 para se qualificar para a luta de escadas Face of the Revolution no Revolution. No entanto, no Revolution, a luta foi vencida por Scorpio Sky. No Double or Nothing em 30 de maio, Caster competiu na Casino Battle Royale, mas foi eliminado por Christian Cage.
No episódio de 3 de agosto do Dark, ao fazer sua entrada, Caster fez rap sobre assuntos como os problemas de saúde mental da ginasta olímpica Simone Biles, o caso do lacrosse Duke, a validade do teste PCR COVID-19 e fez uma piada sexual sobre Julia Hart. O proprietário da AEW, Tony Khan, chamou o rap de "terrível", disse que deveria ter sido retirado do programa e anunciou que assumiria pessoalmente a edição do programa daqui para frente. Caster foi posteriormente removido de vários eventos independentes e da programação da AEW após o incidente. Ele voltou à ação no Dark: Elevation em 1º de setembro.
Em 21 de setembro de 2022, no AEW Grand Slam 2022, a The Acclaimed, com Billy Gunn como seu gerente, venceria pela primeira vez o AEW World Tag Team Championship ao derrotarem Swerve In Our Glory (Keith Lee & Swerve Strickland).
Em 8 de fevereiro de 2023, após 140 dias como campeões, eles perderam os títulos para Colten e Austin Gunn no Dynamite.

## Vida pessoal
Caster é filho do ex-jogador da NFL. Rich Caster.

## Discografia

### Mixtapes
- Critically Acclaimed, Vol.1 (2021)

## Títulos e prêmios
- All Elite Wrestling
  - AEW World Tag Team Championship (1 vez) – com Anthony Bowens[15]
- Create A Pro Wrestling
  - CAP Championship (2 vezes)[16]
  - CAP Tag Team Championship (1 vez) – com Bobby Orlando e Bryce Donovan[17]
  - CAP Championship Tournament (2015)[18]
- National Wrestling League
  - NWL Heavyweight Championship (1 vez)[19]
  - NWL Vista Championship (1 vez)[20]
- Pro Wrestling Illustrated
  - A PWI colocou Caster na 171ª posição dos 500 melhores lutadores na PWI 500 em 2022[21]
- Wrestling Observer Newsletter
  - Maior evolução (2022) com Anthony Bowens como The Acclaimed[22][23]